# René Jeanne
René Jeanne fue un actor francés , guionista e historiador de cine.   Nació en 1887 y falleció en 1969. Jeanne estuvo casado con la actriz Suzanne Bianchetti. Se distinguió al servir como jurado en el  Festival Internacional de Cine de Venecia en 1937 y 1938.

## Festival de cine
Jeanne y su compañero de filmación Émile Vuillermoz desarrollaron la idea de un festival de cine internacional en Francia.  Su objetivo sería competir con el  Festival de cine de Venecia, el cual se había politizado y estaba controlado por el gobierno de Benito Mussolini.  Entregaron la idea a Jean Zay, el ministro francés de Instrucción Pública en aquella época.  Zay apreció la iniciativa y facilitó la fundación del ahora famoso Festival de Cannes.

## Filmografía

### Como escritor
- 1928 : Le Duelo por Jacques de Baroncelli
- 1928 : Luces de París por Pierre Cáñamo
- 1932 : Violetas Imperiales por Henry Roussell
- 1946 : Les 3 tambores por Maurice de Canonge
- 1951 : Los dos chamacos por Maurice de Canonge

### Como actor
- 1927: Napoléon por Abel Gance: Jean-Charles Pichegru, un instructor militar en Brienne Universidad